# KUDH Bodrog, Monoštor
 Kulturno-umjetničko društvo Hrvata Bodrog je kulturno-umjetničko društvo Hrvata iz Monoštora. 
Djeluje od 2001. godine. Istovremeno s ovim društvom Hrvata stasala je i izvorna ženska pjevačka skupina »Kraljice Bodroga«.
KUDH Bodrog organizira pjesničko-kazališnu Večer šokačkog divana.
KUD Hrvata Bodrog svake godine održava koncert Igranka kod Adoša, na kojem se prikazuje vrijeme s polovice 20. stoljeća kada se slobodno vrijeme provodilo na sokaku i igrankama.
Seosku proslavu povodom svečane proslave Zavitnog dana organiziraju svakog 13. listopada odnosno manifestaciju U susret zavitnom danu.
Od 2006. redovito održavaju Festival marijanskog pučkog pjevanja.

## Vanjske poveznice
- KUD Hrvata "Bodrog" - Timeline, Facebook